# Natividad, Oaxaca
Natividad là một đô thị thuộc bang Oaxaca, México. Năm 2005, dân số của đô thị này là 546 người.